# 421 هـ
421 هـ هي سنة في التقويم الهجري امتدت مقابلةً في التقويم الميلادي بين سنتي 1030 و1031.

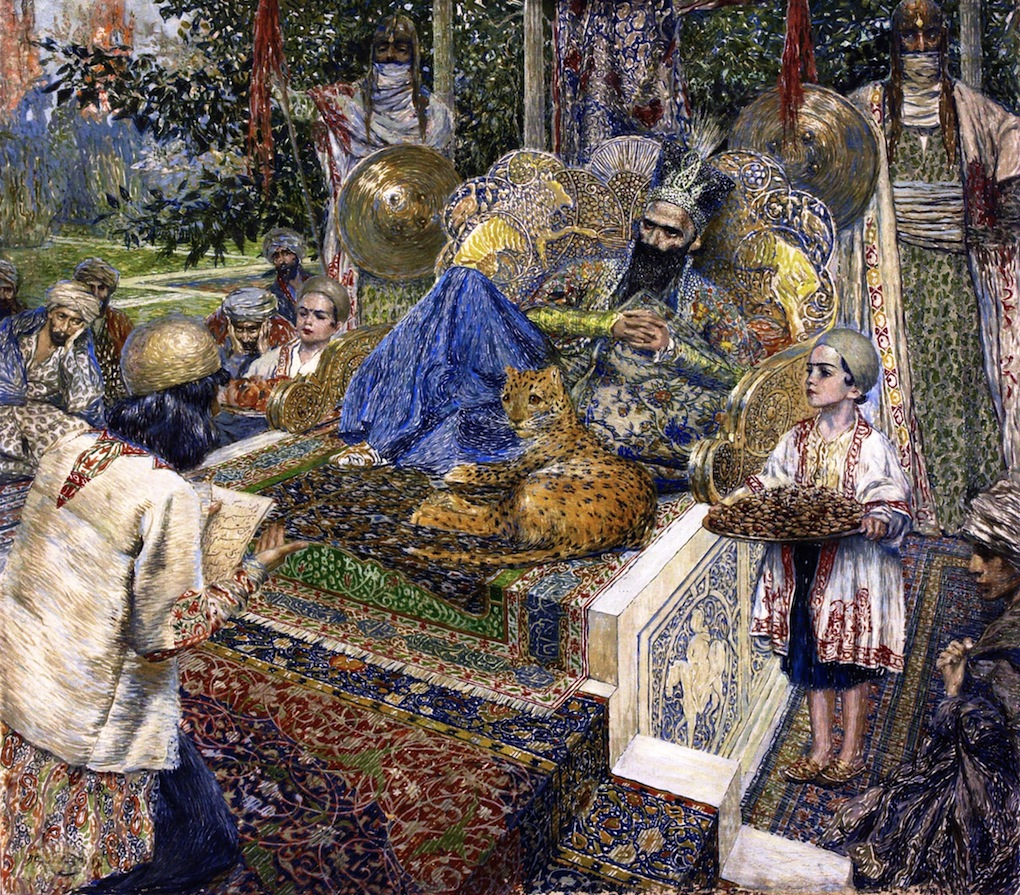
محمود الغزنوي

## أحداث
- توفي السلطان محمود غزنوي حاكم الدولة الغزنوية في بلاد الهند وفارس

## مواليد
- أبو اليسر البزدوي
- أبو منصور الأشقر
- زكريا يحيى بن علي التبريزي

## وفيات
- أبو بكر الحيري
- ابن القارح
- الخطيب الإسكافي
- علي بن أحمد النسوي
- ابن دراج القسطلي
- محمود الغزنوي
- مسكويه
- المرزوقي